# Jezioro Ostrowite (Równina Gorzowska)
Ostrowite – jezioro w Polsce, położone w województwie lubuskim, w powiecie gorzowskim, w gminie Kłodawa, leżące na terenie Równiny Gorzowskiej, około 13 km na północny wschód od Gorzowa Wielkopolskiego.

## Opis
Powierzchnia akwenu wynosi 25,9 ha. Pośrodku jeziora leży wyspa. Na południowy wschód od akwenu znajduje się Jezioro Nierzym.